# Frisistik
Die Frisistik (oder Friesische Philologie, seltener Friesistik) ist die akademische Disziplin, die sich mit den friesischen Sprachen und Literaturen befasst. Das Fach schließt auch die Landeskunde und Kultur der Frieslande ein. In den Niederlanden ist ausschließlich der Begriff Frisistik bzw. Frisistiek üblich, da unter Philologie dort vor allem die Editionsphilologie verstanden wird.

## Forschung und Lehre

### Deutschland

#### Universitäten
In Deutschland gibt es nur in Schleswig-Holstein Friesisch-Professuren. An der Christian-Albrechts-Universität zu Kiel existiert seit 1978 ein eigenständiger Lehrstuhl für friesische Philologie, der heute in einem gemeinsamen Institut mit der Skandinavistik und Allgemeinen Sprachwissenschaft angesiedelt ist. Am Institut für Frisistik und Minderheitenforschung der Europa-Universität Flensburg besteht seit 2016 eine Professur für Nordfriesisch, Minderheitenforschung und Minderheitenpädagogik, daneben wird der Lehrbetrieb auch durch Honorarprofessoren und das Nordfriisk Instituut sichergestellt. Aufgrund der geringen Anzahl an Lehrstühlen gehört die Frisistik in der deutschen Hochschulpolitik zur Gruppe der sogenannten kleinen Fächer (siehe auch Liste der Kleinen Fächer).
Bereits im Jahr 1950 wurde die Nordfriesische Wörterbuchstelle am Nordischen Institut der Universität in Kiel angesiedelt, eine Professur für Friesische Philologie besteht allerdings erst seit 1978. Damit konnte dort das Fach im Rahmen eines Lehramts- oder Magisterstudiengangs im Haupt- und Nebenfach studiert werden. Heute bildet die Frisistik zusammen mit der Skandinavistik und der Allgemeinen Sprachwissenschaft ein gemeinsames Institut an der Philosophischen Fakultät. Seit der Einführung der Bologna-Studiengänge im Jahr 2007 ist das Fach „Friesische Philologie“ als eines von zwei Hauptfächern mit den Abschlüssen Bachelor of Arts und Master of Arts wählbar. Module der Frisistik stehen auch Studierenden anderer Fachrichtungen im Rahmen der sogenannten Fachergänzung offen. Als ein vollwertiges Fach im Lehramtsstudium ist die Frisistik allerdings nicht vorgesehen. Lehramtsstudierende haben aber die Möglichkeit, zusätzlich zu ihren beiden Hauptfächern Friesisch als sogenanntes Ergänzungsfach zu studieren. Schwerpunkt der Kieler Forschung und Lehre ist die Nordfriesische Sprache und Literatur, grundsätzlich werden jedoch auch das Westfriesische und das Ostfriesische behandelt.
An der damaligen Pädagogischen Hochschule Flensburg (heute Europa-Universität Flensburg) gab es mit Unterbrechungen seit 1963 zunächst Lehraufträge für Friesisch. Im Jahr 1988 wurde für das Fach eine reguläre Professur eingerichtet, die allerdings bereits 1996 im Zuge von Sparmaßnahmen mit der Emeritierung des Professors wieder aufgehoben wurde. Der Lehrbetrieb des Friesischen Seminars wurde seitdem zunächst wieder mit Lehraufträgen und Honorarprofessuren aufrechterhalten. Im August 2016 wurde eine neue Professur eingerichtet, der neben der Minderheitenforschung und -pädagogik auch das Nordfriesische zugeordnet ist. Seit der Strukturreform an der Universität im Jahr 2023 ist das Fach am Institut für Frisistik und Minderheitenforschung angesiedelt. Bis zum Jahr 1999 konnte Friesisch als eines von drei Fächern im Lehramtsstudium gewählt werden. Aktuell bestehen für Studierende dagegen nur noch eingeschränkte Möglichkeiten, sich mit Friesisch zu befassen. Germanistikstudierende können im Bachelorstudium innerhalb ihres Fachs einen zweisemestrigen Friesisch-Schwerpunkt absolvieren. Lehramtsstudierende aller Fächer können zudem einzelne Kurse im Wahlpflichtbereich belegen. Daneben gibt ein Zertifizierungsangebot zur Erweiterung der Lehrfähigkeit für Masterstudierende und aktive Lehrkräfte. Die Lehrveranstaltungen beziehen sich nahezu ausschließlich auf das Nordfriesische.
An der Carl von Ossietzky Universität Oldenburg bestand bis 2003 eine Arbeitsstelle Niederdeutsch und Saterfriesisch unter der Leitung von Marron Curtis Fort. Im Jahr 2008 wurde die neue Professur "Germanistische Linguistik: Linguistische Pragmatik und Soziolinguistik / Niederdeutsch" an der Universität eingerichtet, der im Rahmen der Lehramtsausbildung auch das Saterfriesische zugeordnet ist. West- und Nordfriesisch finden keine Berücksichtigung. Wie in Flensburg kann auch in Oldenburg Friesisch nicht als eigenes Fach studiert werden. Kurse zum Saterfriesischen für angehende Lehrkräfte können vor allem innerhalb des Germanistikstudiums belegt werden.

#### Andere Einrichtungen
Als sogenannte Angegliederte Einrichtung ist das Nordfriisk Instituut in Bredstedt seit 2007 unter Wahrung seiner Eigenständigkeit eng mit der Europa-Universität Flensburg verbunden und bietet in jedem Semester drei Lehrveranstaltungen an der Universität an. Zur Zeit der ersten Flensburger Friesisch-Professur war deren Inhaber Nils Århammar als Direktor für Sprache am Nordfriisk Instituut tätig. 1999 wurde der damalige Institutsdirektor Thomas Steensen zum ersten Honorarprofessor der Universität Flensburg ernannt.
In Alkersum auf Föhr besteht die Ferring Stiftung als wissenschaftliche Einrichtung, die sich vor allem mit der Föhrer und Amrumer Sprache und Landeskunde befasst. Der ehemalige Leiter der Ferring Stiftung Volkert F. Faltings wurde 2008 ebenfalls Honorarprofessor in Flensburg.

### Niederlande
In den Niederlanden ist die Reichsuniversität Groningen die wichtigste Universität für die Frisistik. Dort besteht die Abteilung Friese Taal en Cultuur, der Schwerpunkt liegt auf der westfriesischen Sprache. An den Universitäten Amsterdam und Leiden können Kurse aus dem Gebiet der Frisistik als Neben- und Wahlfächer belegt werden. In Leeuwarden besteht mit der Fryske Akademy seit 1938 eine wissenschaftliche Einrichtung für die Erforschung der friesischen Sprache. An der NHL Stenden in Leeuwarden werden zudem Friesischlehrer ausgebildet.

## Berufsfelder
Außerhalb einer wissenschaftlichen Laufbahn werden Frisisten in Deutschland vor allem als Lehrer im Kreis Nordfriesland oder auf Helgoland in Schleswig-Holstein engagiert. Andere Berufsfelder sind beispielsweise Medienarbeit oder Gremienarbeit in friesischen Institutionen.

## Geschichte
Von der frühen Neuzeit bis ins 19. Jahrhundert waren es vor allem gebildete Laien, die sich mit den einzelnen friesischen Dialekten befassten. Als Begründer der modernen Frisistik gilt der Germanist Theodor Siebs, der sich mit allen drei friesischen Sprachzweigen befasste. Siebs Habilitationsschrift aus dem Jahr 1889 trug den Namen Zur Geschichte der englisch-friesischen Sprache. Als wegweisend für die Frisistik gilt seine Geschichte der friesischen Sprache in Hermann Pauls Grundriß der germanischen Philologie im Jahr 1901.

## Wichtige Frisisten
- Nils Århammar
- Marron Fort
- Jarich Hoekstra
- Dietrich Hofmann
- Willy Krogmann
- Nils Langer
- Theodor Siebs
- Walther Steller